# Ron Faber
Ronald Anthony Faber (Milwaukee, Wisconsin, 16 de febrero de 1933-26 de marzo de 2023) fue un actor estadounidense de cine, teatro y televisión. Es conocido por su papel en la cinta de horror El exorcista.

## Carrera
Hijo de Clarence Ernst y Ethel (Backus) Faber, debutó en escenario por primera vez en 1954 con la obra The Scarecrow en el Marquette Players Theatre. Su comienzo en Broadway lo dio en 1973.
Se inició en el cine con su papel de reparto en la exitosa cinta de terror, El exorcista con dirección de William Friedkin, donde personificó al asistente de dirección de la película que estaba protagonizando Chris MacNei (Ellen Burstyn), y a su vez una de las voces demoníacas de Regan MacNeil (Linda Blair). Otro papel destacado que tuvo fue en Navy Seals en 1990, protagonizado por Charlie Sheen, Michael Biehn y Joanne Whalley
Intervino en varias películas para televisión y series televisivas como Kojak, Hardhat and Legs, Running Out, The Edge of Night, Law & Order, Third Watch y Hope & Faith .
En teatro tuvo una amplia trayectoria de más de cuarenta años en el escenario con obras desde Hamblet, The Diary of Anne Frank, The Exception and the Rule, Promos, And They Put Handcuffs on the Flowers, Patient, Doctor Selavy's Magic Theatre, The Beggar's Opera, First Monday in October, Tunnel Fever, In the Jungle of Cities, Curse of the Starving Class, entre muchos otros .
Entre sus galardones obtuvo el Premio Obie a la Mejor Interpretación por And They Put Handcuffs on Flowers en 1972 y el Premio Drama Desk a la Mejor Interpretación.

## Vida privada
Estuvo casado primero con Elise Donahue de la cual se divorció al poco tiempo. Luego se casó con Paula Ann Price con quien tuvo a su hijo varón Hart F. Faber. Su esposa Paula fue una fumadora empedernida de toda la vida, le diagnosticaron por tercera vez un cáncer de pulmón en septiembre del 2012. Finalmente, falleció en agosto de 2013 a los 72 años Beth Israel Hospital en Manhattan, luego de once meses intermedios de quimioterapia, radiación, analgésicos y efectos secundarios que redujeron a su esposa a 67 libras. Finalmente, Ron Faber también falleció a los 90 años de edad, el 26 de marzo de 2023, a causa de un cáncer de pulmón.

## Faber sobreEl exorcista
En una entrevista que se le realizó en 2016 se le preguntó si había leído la novela de William Peter Blatty antes de entrar en producción de la película, y cuales fueron sus pensamientos al respecto de la historia y como fenómeno de culto, a lo que Faber contestó:

Sí, leí la novela. Tan pronto como supe que iba a ver a William Friedkin dirigir película, leí la novela de inmediato. Pensé que era muy buena, pensé que era una historia de terror maravillosamente escrita y compuesta, sin embargo, nunca entendí la reacción de la gente en el sentido de que todos sentían que era real o que podía ser real. Soy un ex católico, así que pensé que el seguimiento de lo que les sucedió a los lectores del libro pensando que la posesión era una realidad era un poco tonto. Mucha gente se aterrorizó mucho más con el libro porque creían en la posesión, pero para mí fue simplemente una historia de terror muy efectiva y bien escrita. Realmente me encantó la forma en que William Friedkin filmó la película, le dio una gran cantidad de realismo y una mirada casi documental a lo que le estaba sucediendo a esta niña, a su madre y a todos los que los rodeaban. La apariencia de la película se basaba maravillosamente en una realidad densa.

Y agregó respecto a su intervención como la voz en off de uno de los demonios de la pequeña Reagan dijo:

... Fui al productor de And They Put Handcuffs on Flowers  quien él tenía un amigo que tenía un estudio de audio e hice una grabación para William Friedkin, quien la tomó y me dijo que la escucharía más tarde en la pista. Cuando finalmente lo escuchó, y se terminó el rodaje de El exorcista, me llamó para que fuera a Los Ángeles y trabajara una hora para hacer una de las voces del demonio. Friedkin me dijo que había tres personas haciendo la voz del demonio para la película. Estaba decidido a asegurarse de que el diablo no sonara como una sola persona, quería que sonara como una legión de voces. Así que hizo que Mercedes McCambridge hiciera la parte central de la voz del demonio, y yo y otra persona, y nunca obtuve ningún crédito por eso. Esa fue mi sorpresa cuando vi la película: Mercedes McCambridge obtuvo el mérito exclusivo de la película final, así que eso me molestó bastante. Lo que fue realmente interesante fue el hecho de que en realidad no tenía muchas líneas como demonio. Había cosas de esa grabación de las que estaba seguro de que llegarían a la película final, y en su mayoría eran sonidos que hice: gemidos y gemidos guturales profundos. Los diseñadores de sonido de la película jugaron con las voces, incluida la mía, e hicieron la superposición, etc.

## Filmografía
- 2008: Back to Me (Cortometraje) como Vlad
- 2000: Calling Bobcat como Hombre murciélago
- 1993: Romeo Is Bleeding como Gerente del hotel
- 1990: Navy Seals como General Mateen
- 1982: Soup for One como Hombre con cintas de video
- 1978: On the Yard como Tripulador
- 1977: The Private Files of J. Edgar Hoover como Secuestrador
- 1975: L'arbre de Guernica como Goya
- 1973: El exorcista como Chuck/ Voz demoniaca de Reagan

## Televisión
- 2004: Hope & Faith como Mayordomo
- 2000: Third Watch como Dueño del caballo
- 1991-1998: Law & Order como Pepitone / Santmyer. Ep. "Expert" (1998) y "The Secret Sharers" (1991)
- 1983: The Edge of Nightcomo Larry Hooten
- 1983: Running Out como Hal
- 198: Bill como Jenkins
- 1980: Hardhat and Legs como Edelstein
- 1977: Kojak como Sacerdote
- 1976: The American Parade